# 帝王紀年

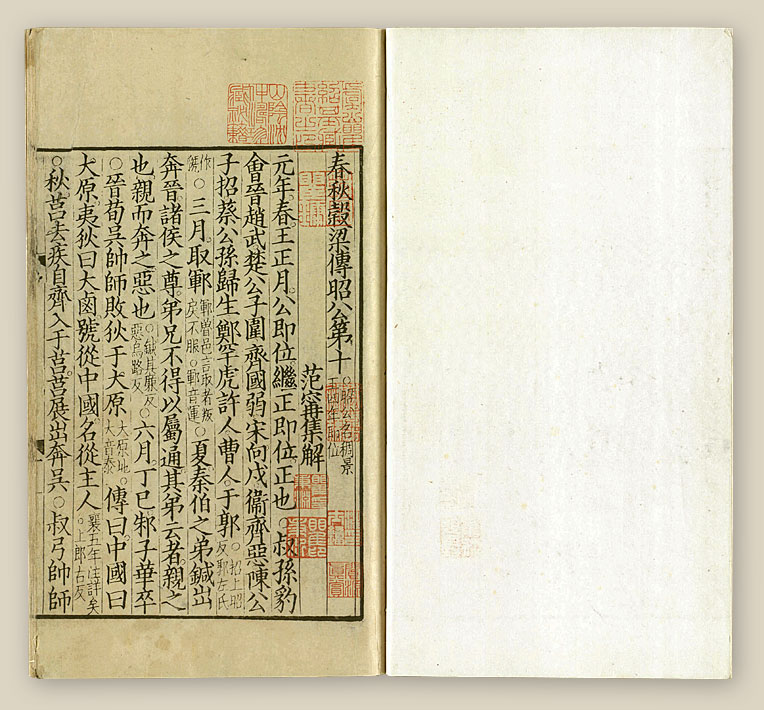
《春秋穀梁傳集解》，晉·范甯集解，宋紹熙建安余仁仲萬卷堂刊本。
其中使用了帝王紀年敘事。

帝王紀年，以君主繼立為經緯的歷史紀年系統。中國古代以新君即位之年或次年為元年，每易一君便改元一次或數次，以新元為基礎重新累計年數表年；後來還出現了帝王所立的年號紀年。
中國從商朝未年的西伯昌開始，到漢武帝劉徹使用年號代替，之間都是使用帝王紀年系統進行紀年；而其中自有確切紀年的西周共和元年起計，有朝代西周（末期）、東周（含春秋時代、戰國時代）、秦朝和漢朝至漢武帝的漢朝初期，共701年（前841年－前140年）。講述東周歷史的兩部典籍《春秋》和《戰國策》都是使用帝王紀年。
帝王紀年是信史的重要考察特點之一，夏商周斷代工程就是在確切紀年的共和元年基礎上，上溯之前歷史準確年代的嘗試，共和以前的歷史目前仍無法納入現存連續不斷且確切的歷史時間體系之中。

## 漢以前帝王紀年
漢以前紀年沒有年號，一般都是以君主在位的第一年稱元年，這個也是歷史記述系統的標準，即所謂紀年的帝王紀年。終君主一生，一般只有一個元年，所謂一世一元制，也有改元的例子，但都比較少有。
早在商末，西伯昌即改以受命紀年，這是歷史上有記載的第一次君主改元。自始每個君主都有自己的紀年。
西周後期的共和行政，以共和紀年，是和西周之初的受命一樣的唯二有命名的紀年，因為之中共14年都沒有君主主政，卻又是中國信史的時間可考起點，自此以後史事發生的時間都是確實的，可以前後推演和與公曆換算。所以共和與之後的帝王紀年才有史學可考證的意義。
漢以前君主被廢後重新登位並重新紀元，只有三例，都發生在春秋時期：
- 鄭子儀十四年（前680年）鄭厲公殺死鄭子儀復位後，重新紀年，改明年（前679年）為後元年。
- 衛殤公十二年（前547年）晉平公逮捕了衛殤公，護送在外逃亡十二年的衛獻公回國復位，重新紀年，改明年（前546年）為後元年。
- 衛君起元年（前477年）衛出公逃亡四年後返國復位後，重新紀年，改明年（前476年）為後元年。

君主在位期間改元的情況很少，只有兩例，都發生在戰國時期：
- 魏惠王三十六年（前334年），魏惠王與齊威王在徐州（今山東滕縣東南）互認為王（史稱徐州相王），惠王以此年為後元年。
- 秦惠文王十四年（前324年），秦惠文王稱王，以此年為後元年。(或稱更元年)

而普遍的君主在世不改元的情況下，則在君主稱號後面加上年份以表年，如齊王建元年（前265年）、秦王政元年（前246年）、趙王遷元年（前235年）、汉王邦元年（前206年）。要注意的是，雖然秦王政在前221年統一六國，但沒有改元，則稱秦始皇二十六年。

## 西漢的使用
在漢武帝於前140年建立年號之前，漢朝的帝王紀年中，有兩位君主是有改元的：
- 漢文帝有兩個紀年：前元（前179年－前164年，共16年），後元（前163年－前157年，共7年）[2]；
- 漢景帝有三個紀年：前元（前157年－前149年，共9年），中元（前149年－前144年，共6年），後元（前143年－前141年，共3年）

### 漢武帝的後元
漢武帝的建元年號為中國歷史中的第一個年號，但在他去世前使用的年號為後元。
关于後元年号，在《汉书》中，有写“后元元年”、“后元二年”，也有写“后元年”、“后二年”。对此学者解释不同。有说年号只有一个“后”字；有说年号为“征和后元”；也有说“后元”就是年号，史书省略，写作了“后元年”。还有一种说法认为汉武帝当时只称做元年，而年号还没有起好，二年汉武帝驾崩，后人用“后元二年”（意思是元年之后的第二年）来区别，在传抄过程中“后元年”多写了一个“元”字，而导致误传。
這個空檔時間也是使用了沒有年號系統以前的紀年方法。之後到清朝滅亡時的所有君主，都是使用年號作為國家的紀年經緯。

## 明清的年號
明朝與清朝的每個君主，一般都只有一個年號，實際上按帝王紀年操作，於是有以年號作為君主代稱的叫法。以明世宗為例，使用年號為嘉靖，後世遂稱曰嘉靖皇帝，或直接以嘉靖稱之。台灣金光布袋戲中，常見的一句台詞「無道嘉靖」就是這種用法。

## 與年號紀年的異同
帝王紀年是年號紀年的基礎，帝王興替就是紀年和年號變換的共同時機，兩者都是使用同樣的操作方法改元，只是年號系統更多是政治意義上的操作。
帝王紀年與年號紀年的不同之處，在於年號作為具體名稱對應歷史中的一段時間，但帝王紀年中的時間段沒有定出名稱，僅用簡單的「前」、「中」、「後」時間段位置關係去標示定位出君主在位中的時間段。即帝王紀年與年號紀年都有著一樣的劃分以君主在位時間的功能，但帝王紀年的時間段是沒有名字的。年號紀年中每個時間段都有名字，即年號，而且改換年號是有政治意義的，不是純粹的時間索引功能。
帝王紀年和年號紀年都有從屬於君主個人的特性。啟用年號紀年系統以後，一個君主對應多個年號；而帝王紀年君主在世改元的情況，一個君主也會對應多個紀年，但較少且集中在帝王紀年使用時間的後部發生。但進入明朝後至清末，一世一元制又回歸到了帝王紀年同樣的純粹，一樣的是一個君主對應一個年號和紀年。
一般而言，把君主在位所經歷的帝王紀年或年號加總起來，即是君主的在位時間。年號的使用多是強調的正統性，大統一的中國只能有一個年號，敢私用年號就是要造反的表現。沒有年號以前的中國歷史是用王家的正朔去強調正統性，如秦始皇統一中國後就改正朔但不改元。但各家的紀年則有隨意性，尤其在春秋戰國時代，各諸侯國都有自己紀年，這個現象在漢朝初年依然存在。

## 古今用法
漢文帝與漢景帝的幾個紀年，以及前代的紀年，都被當作年號使用，但它們不是真正意义上的年號。
在漢武帝之前的帝王更元时，都沒有替更元前後時間段取名字的做法。帝王紀元的更元，只是簡單地把表年數歸一再重新累計，所以前元／中元／後元都是後人追記的。在當時則不分前／中／後，稱“今上某年”或直接作“某年”。漢文帝的改元便是為了本人和國家“延年之祚”，這在之後也成為了改易年號的誘因。
紀年的正確寫法是前元年和前二年等，而不是前元元年和前元二年，出现后面的写法是紀年被當作年號使用的緣故。另前元和後元與公元前和公元相異。

### 資料來源
1. 1 2 3  重談中國古代以年號紀年的啟用時間 - 辛德勇[永久]
2. ↑  唐太宗跟漢文帝的驚人相似？ - 文匯網[永久]
3. ↑  浪跡三談[永久]

| 前面的紀年體系： 不詳 | 前841年－前140年，共701年 中國歷史紀年體系 | 後面的紀年體系： 年號紀年 |